# Озеро Прончищева
О́зеро Прончи́щева — пресноводное озеро на севере Красноярского края России, располагается на востоке полуострова Таймыр, на Северо-Сибирской низменности, в полосе предгорных и низкогорных арктических тундр. Находится в междуречье рек Прончищева и Кульдима, к югу от Бухты Прончищевой, в южных предгорьях гор Бырранга.
Названо в честь русского полярного исследователя Арктики В. В. Прончищева.
Озеро имеет округлую форму. Высота над уровнем моря — 77 м. Площадь озера — 38,2 км². Водосборная площадь — 135 км². Длина озера около 8 км, ширина достигает 6 км.
В озеро впадает несколько ручьёв (Мысовой, Плохой и др.). На юге вытекает протока Великая, которая впадает в реку Прончищева, несущую воды в море Лаптевых. Берега низкие, местами заболочены. В северо-восточной части — длинный и узкий залив, который почти доходит до русла реки Кульдима. Рельеф местности в районе водоёма представлен гляциально-морской равниной, сложенной валунно-щебнистым материалом, с поверхности перекрытым щебнисто-суглинистым элювием.
На берегах — места гнездования многих видов птиц, в том числе морского песочника, вилохвостой чайки и белой чайки.